# Словиньский, Владислав
Владислав Словиньский (пол. Władysław Słowiński, 14 мая 1930, Польша — 5 сентября 2024, Варшава) — польский композитор, дирижёр и популяризатор музыкальной культуры.

## Биография
Он изучал композицию у Тадеуша Шелиговского (1950–1954) и дирижирование в 1951–1955 годах у Валериана Бердяева и Станислава Вислоцкого (1951–1955) в Государственной высшей музыкальной школе в Познани, а также музыковедение у Адольфа Хыбиньского в Университете имени А. Мицкевича в Познани.
В 1954–1964 годах он был дирижёром Большого театра в Познани, одновременно сотрудничал с симфоническими оркестрами, главным образом Познаньской филармонией, а в последующие годы с Большим театром в Лодзи, Музыкальным театром и Большим театром в Варшаве.
В 1970–1973 годах он был художественным руководителем лейбла звукозаписи «Polskie Nagrania Muza», в 1973–1985 годах – генеральным секретарём Главного правления Союза польских композиторов, а в 1985–2001 годах – президентом Варшавского отделения Союза польских композиторов. В 1986 году он инициировал фестиваль «Варшавские музыкальные встречи», а также был его художественным руководителем. Член Польской объединённой рабочей партии.

## Творчество
Музыке Словиньского свойственны насыщенные краски, ясная экспрессия (имеется в виду язык риторических фигур, в том числе квартета Долоросо) и прозрачная форма. Отдельную группу составляют стилизованные произведения, в которых прослеживается влияние барокко и раннего классицизма. Сотрудничая с Квартетом Виляновского, он писал пьесы для различных ансамблей струнных инструментов и флейты.